# Джаз (футбольный клуб)
«Джаз» — финский футбольный клуб из города Пори. Основан в 1934 году.
До 1991 года назывался «ППТ» (Porin Pallo-Toverit). Из-за финансовых проблем прекратил существование 31 марта 2005 года. На основе юниорского клуба был возрождён. С 2009 года играет в 3-й лиге Финляндии (Kakkonen, группа B).

## Логотипы команды
Первоначальный, когда та ещё называлась Porin Pallo-Toverit.

## Достижения
- Победители Вейккауслига — 1993, 1996
- Победитель Иккёнен — 1990
- Финалист кубка Финляндии — 1995

## Выступления вВейккауслига
Провёл 19 сезонов в Вейккауслига.
- 1984 — 9
- 1985 — 9
- 1986 — 8
- 1987 — 6
- 1988 — 12  С 1988 по 1991 команда выступала в Иккёнен.
- 1991 — 8
- 1992 — 3
- 1993 — 1  Чемпион
- 1994 — 4
- 1995 — 4
- 1996 — 1  Чемпион
- 1997 — 7
- 1998 — 5
- 1999 — 6
- 2000 — 5
- 2001 — 10
- 2002 — 12
- 2003 — 12
- 2004 — 13

## Выступления в европейских кубках

### Лига Чемпионов:сезон 1997—1998
23.07.1997: (1ый предварительный раунд) Лантана  — ФК Джаз = 0:2 

30.07.1997: (1ый предварительный раунд) ФК Джаз — Лантана  = 1:0 

13.08.1997: (2ой предварительный раунд) Фейеноорд  — ФК Джаз = 6:2 

27.08.1997: (2ой предварительный раунд) ФК Джаз — Фейеноорд  = 1:2

### Кубок УЕФА: сезоны1994-1995,1996-1997,1997-1998
09/08/1994: (1ый раунд) Копенгаген (футбольный клуб)  — ФК Джаз = 0:1 

23/08/1994: (1ый раунд) ФК Джаз — Копенгаген (футбольный клуб)  = 0:4 

17/07/1996: (Предварительный раунд): ФК Джаз — Ги  = 3:1 

24/07/1996: (Предварительный раунд): Ги  — ФК Джаз = 0:1 

06/08/1996: (1ый раунд) Динамо  — ФК Джаз = 1:1 

20/08/1996: (1ый раунд) ФК Джаз — Динамо  = 1:3 

15/09/1997: (1ый раунд) Мюнхен 1860  — ФК Джаз = 6:1 

30/09/1997: (1ый раунд) ФК Джаз — Мюнхен 1860  = 0:1

### Кубок Интертото: сезон2001
17/06/2001: (1ый раунд) ФК Джаз — Глория  = 1:0 

23/06/2001: (1ый раунд) Глория  — ФК Джаз = 2:1 

01/07/2001: (2ой раунд) Пари Сен-Жермен  — ФК Джаз = 3:0 

08/07/2001: (2ой раунд) ФК Джаз — Пари Сен-Жермен  = 1:4

## Посещаемость
Средняя посещаемость домашних матчей (количество человек): 

1991: 1.659 (всего: 26.539, 16 игр). Наибольшая посещаемость: против ХИК 27.4.1991 (2320 человек. Счёт 1:1) 

1992: 3.052 (всего: 51.892, 17 игр). Наибольшая посещаемость: против ФК Лахти 17.10.1992 (5920 человек. Счёт: 2:2) 

1993: 3.864 (всего: 57.973, 15 игр). Наибольшая посещаемость: против МюПа-47 3.10.1993 (11.193 человек. Счёт: 6:3) 

1994: 2.819 (всего: 36.656, 13 игр). Наибольшая посещаемость: против ХИК 24.4.1994 (4.340 человек. Счёт: 3:0) 

1995: 2.796 (всего: 36.348, 13 игр). Наибольшая посещаемость: против МюПа-47 28.6.1995 (4.185 человек. Счёт: 0:0) 

1996: 2.481 (всего: 34.737, 14 игр). Наибольшая посещаемость: против ФК ТПС 13.10.1996 (3.543 человек. Счёт: 3:1) 

1997: 2.226 (всего: 31.168, 14 игр). Наибольшая посещаемость: против Яро 13.7.1997 (3.520 человек. Счёт: 2:1) 

1998: 1.824 (всего: 23.721, 13 игр). Наибольшая посещаемость: против Яро 3.5.1998 (2.240 человек. Счёт: 0:0) 

1999: 1.553 (всего: 21.748, 14 игр). Наибольшая посещаемость: против ХИК 20.6.1999 (2.248 человек. Счёт: 1:1) 

2000: 1.780 (всего: 30.274, 17 игр). Наибольшая посещаемость: против ФК Йокерит 17.9.2000 (3.017 человек. Счёт: 0:0) 

2001: 1.505 (всего: 25.598, 17 игр). Наибольшая посещаемость: против ХИК 24.5.2001 (2.224 человек. Счёт: 0:3) 

2002: 1.488 (всего: 16.370, 11 игр). Наибольшая посещаемость: против Яро 28.4.2002 (2.350 человек. Счёт: 0:1) 

2003: 1.897 (всего: 24.668, 13 игр). Наибольшая посещаемость: против Яро 15.5.2003 (3.249 человек. Счёт: 1:1) 

2004: 2.485 (всего: 32.302, 13 игр). Наибольшая посещаемость: против ФК Лахти 30.5.2004 (3.990 человек. Счёт: 0:1)